# Martin Bauer
Martin Bauer (Mödling, 30 dicembre 1975) è un pilota motociclistico austriaco, ritiratosi dall'attività agonistica, tre volte campione tedesco IDM della categoria Superbike.

## Carriera
Nel 1999 prende parte, in qualità di wild card, al Gran Premio d'Austria nell'edizione inaugurale del campionato europeo Superstock 1000 con una Kawasaki ZX-9R del team Rosner. In questa circostanza sigla, all'esordio, l'hat trick ossia vince la gara (con un margine di oltre venti secondi sul più prossimo degli inseguitori) facendo siglare il giro più veloce dopo essere partito dalla pole position. In base al regolamento vigente solo in questa annata, che prevede l'assegnazione di punti extra ai primi tre classificati in qualifica, Bauer ottiene trenta punti che gli consentono di classificarsi al tredicesimo posto. Nel 2000, con lo stesso team, prende parte a cinque delle nove gare previste nella Superstock 1000, il miglior risultato è il quinto posto a Brands Hatch. Chiude la stagione al sedicesimo posto con 32 punti.
Per buona parte della sua carriera Bauer gareggia nel campionato tedesco Superbike dove, nel biennio 2007-2008 vince il titolo in sella ad una Honda CBR1000RR. Nel 2007, sempre con Honda, prende parte come wild card al Gran Premio di Germania nel mondiale Superbike andando a sfiorare la zona punti in gara2. Nel 2008 è chiamato a sostituire Ryūichi Kiyonari per il team Ten Kate Racing al Gran Premio di Francia di Superbike; anche in questa circostanza non ottiene punti. A partire dalla stagione 2010, Bauer passa a guidare la KTM 1190 RC8 nel campionato tedesco con Stefan Nebel come compagno di squadra. Con la moto austriaca conquista il terzo titolo tedesco di Superbike nel 2011. In questa stessa stagione è iscritto per partecipare alla prova finale del campionato italiano Superbike al Mugello ma, dopo aver effettuato i turni di prova, non prende parte alla gara.
Nel 2013 prende parte, in qualità di pilota wild card, al Gran Premio di Brno e al Gran Premio di Valencia nella MotoGP. Sebbene porti a termine entrambe le prove lontano dalla zona punti e con un giro di ritardo, questa partecipazione riporta un pilota austriaco nella massima categoria del motomondiale a vent'anni da Andreas Meklau in classe 500.

## Risultati in gara

### Campionato mondiale Superbike
| 2007 | Moto  |  |  |  |  |  |  |  |  |  |  |  |  |  |  |  |  |  |  |  |  |     |    |  |  |  |  |  |  | Punti | Pos. |
| ---- | ----- |  |  |  |  |  |  |  |  |  |  |  |  |  |  |  |  |  |  |  |  | --- | -- |  |  |  |  |  |  | ----- | ---- |
| 2007 | Honda |  |  |  |  |  |  |  |  |  |  |  |  |  |  |  |  |  |  |  |  | Rit | 17 |  |  |  |  |  |  | 0     |      |

| 2008 | Moto  |  |  |  |  |  |  |  |  |  |  |  |  |  |  |  |  |  |  |  |  |  |  |  |  |    |     |  |  | Punti | Pos. |
| ---- | ----- |  |  |  |  |  |  |  |  |  |  |  |  |  |  |  |  |  |  |  |  |  |  |  |  | -- | --- |  |  | ----- | ---- |
| 2008 | Honda |  |  |  |  |  |  |  |  |  |  |  |  |  |  |  |  |  |  |  |  |  |  |  |  | 17 | Rit |  |  | 0     |      |

| Legenda | 1º posto        | 2º posto            | 3º posto           | A punti      | Senza punti        | Grassetto – Pole position Corsivo – Giro più veloce |
| Legenda | Gara non valida | Non qual./Non part. | Ritirato/Non class | Squalificato | '-' Dato non disp. | Grassetto – Pole position Corsivo – Giro più veloce |

### Motomondiale
| 2013 | Classe | Moto      |  |  |  |  |  |  |  |  |  |  |    |  |  |  |  |  |  |    | Punti | Pos. |
| ---- | ------ | --------- |  |  |  |  |  |  |  |  |  |  | -- |  |  |  |  |  |  | -- | ----- | ---- |
| 2013 | MotoGP | S&B-Suter |  |  |  |  |  |  |  |  |  |  | 21 |  |  |  |  |  |  | 20 | 0     |      |

| Legenda | 1º posto        | 2º posto            | 3º posto            | A punti      | Senza punti        | Grassetto – Pole position Corsivo – Giro più veloce |
| Legenda | Gara non valida | Non qual./Non part. | Ritirato/Non class. | Squalificato | '-' Dato non disp. | Grassetto – Pole position Corsivo – Giro più veloce |